# Пробы (искусство)

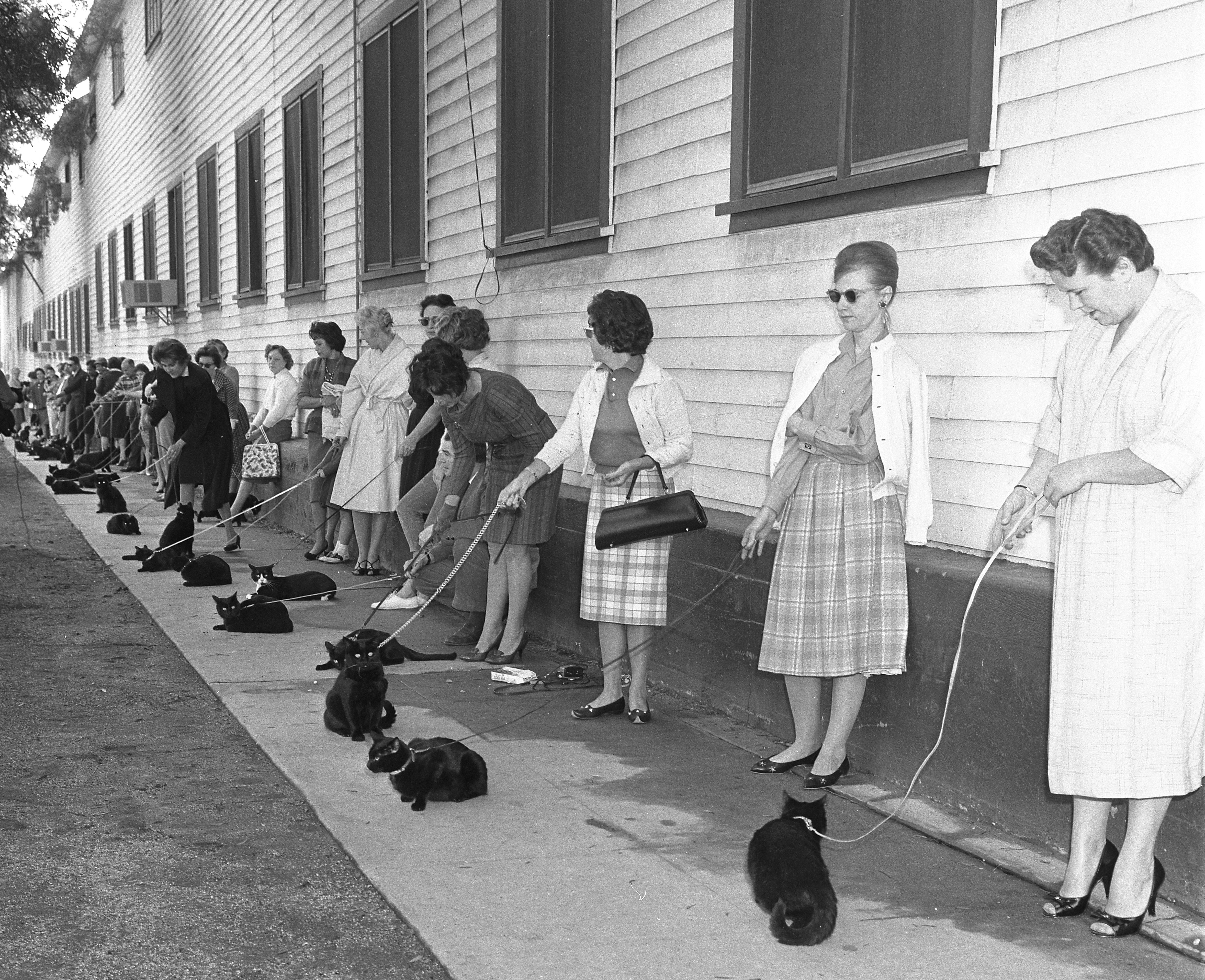
Отбор чёрных котов для голливудского фильма. Лос-Анджелес, 1961 год

Про́бы, также отбор, прослу́шивание или ка́стинг (англ. casting от cast — «бросить, кинуть, вышвырнуть») — выбор (отбор) среди претендентов человека или животного, в наибольшей мере соответствующего творческому замыслу.
Практикуется в театре, кинематографе, телевидении для отбора моделей или поп-исполнителей.

## Процесс проб
Процесс проб (выбора, отбора, кастинга) включает в себя серию прослушиваний перед особой аудиторией, которая включает продюсера и режиссёра. В случае театральной постановки это может быть художественный руководитель и режиссёр-постановщик. Обычно во всех видах постановок присутствует и директор по кастингу. На ранних стадиях этого процесса исполнители могут воспроизводить монологи, песни, исполнять танцевальные номера, читать отрывки из сценария. Пробы часто записываются. На более поздних этапах могут производиться совместные пробы, на которых исполнители оцениваются как по отдельности, так и вместе. В киноискусстве практикуются кинопробы, на которых оценивается, как выглядят актёры на плёнке. На роли иногда берут непрофессионалов — так называемый «открытый кастинг» — как правило на второплановые, или эпизодические роли. Открытые кастинги на масштабных кинопроектах редки, однако они имели место при выборе актеров в первый и седьмой эпизоды «Звездных войн» и «Хоббит» Питера Джексона.

### Директора по кастингу
Процесс выбора актёров может, для некоторых крупных постановок, требовать специальную команду, особенно если число ролей составляет несколько сотен. Хотя последнее слово остаётся за режиссёром и продюсерами, директор по кастингу (от английского casting director) отвечает за большую часть этого процесса во время предпроизводства.
В 2019 году для директоров по кастингу британской академией BAFTA была учреждена премия BAFTA за лучший кастинг, её первое вручение состоялось на церемонии в 2020 году.

## Кастинг-шоу
Телепередачи, сюжет которых основан на отборе лучших из лучших среди участников, называются кастинг-шоу. Решение о победе того или иного конкурсанта принимают как зрители, так и приглашённые специалисты. Наиболее популярные программы в этом жанре:
- Starmania — общеевропейское кастинг-шоу, проводимое австрийским телеканалом «ORF 1».
- Deutschland sucht den Superstar — немецкое музыкальное кастинг-шоу.
- Фабрика звёзд — российский проект для молодых исполнителей песен.